# Tufão Dujuan (2003)

Imagem do tufão capturada pelo satélite NOAA-17

O Tufão Dujuan foi o maior ciclone tropical que atingiu o sul da China com ventos de até 240 km/h entre o final de outubro e início de setembro de 2003. Foi o maior tufão que atingiu na região até então.

## Danos
O tufão matou pelo menos 40 pessoas e feriu mais de 1000. Dezenas de pessoas ficaram desaparecidas e mais de 500 mil casas sem energia elétrica e causou prejuízos de mais de 276 milhões de dólares para o governo. Os afluentes de um dos mais caudalosos rios de toda a China, o rio Amarelo, transbordaram e inundaram uma vasta área, causando enormes danos na agricultura. Nas zonas rurais não foram registradas mortes, pois a população foi avisada com antecedência.